# Бурмази
Бурмази (серб. Бурмази / Burmazi) — село в общине Берковичи Республики Сербской Боснии и Герцеговины. В настоящее время село необитаемо.